# Токен Гражданской войны

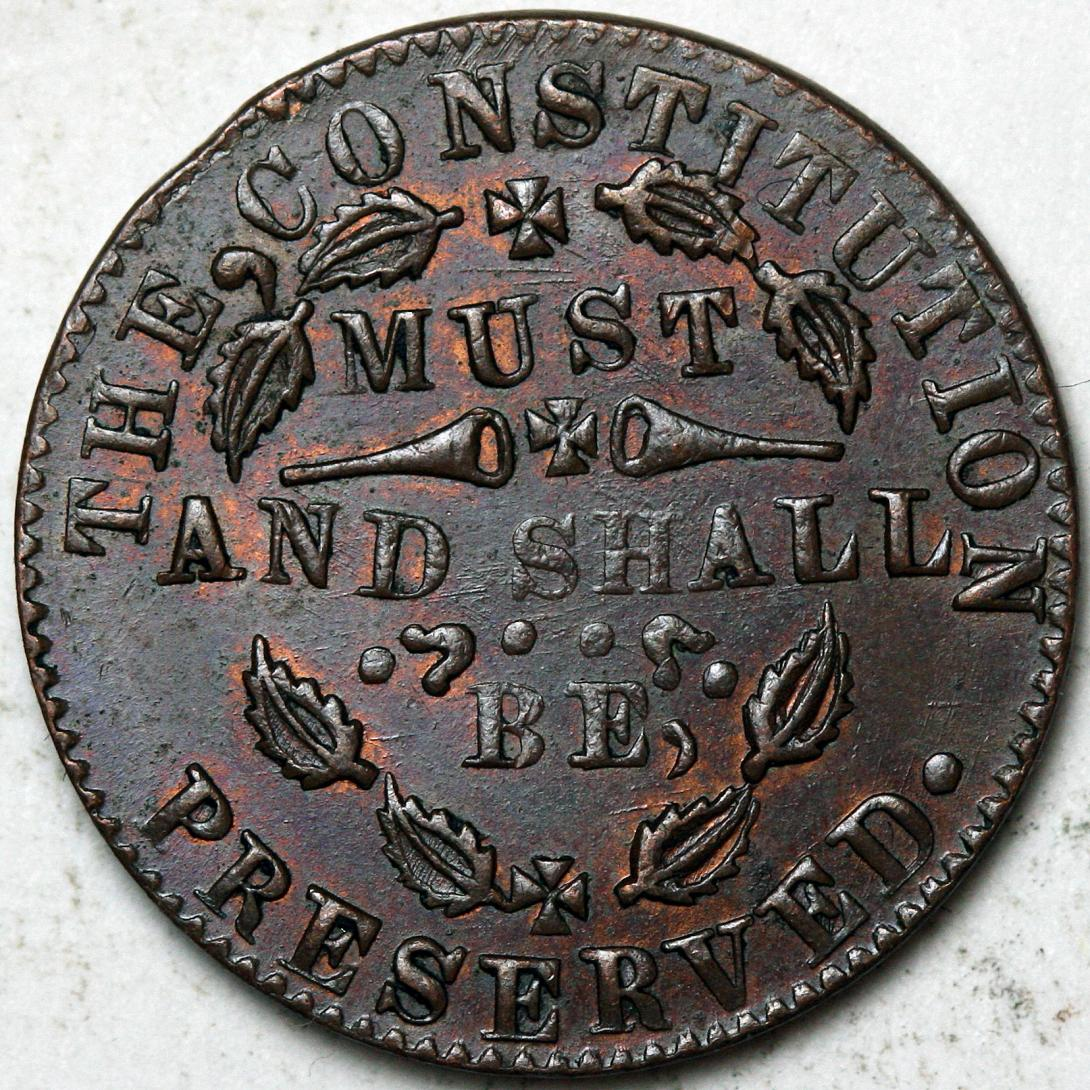
Пример патриотического токена

Токены Гражданской войны — платёжные токены (заменители разменной монеты), которые чеканились в частном порядке и циркулировали в Соединённых Штатах в период между 1861 и 1864 годами. Использовались в основном на Северо-востоке и Среднем Западе. Широкое использование токенов было результатом дефицита центов государственной чеканки во время Гражданской войны.
Хотя ещё до Гражданской войны был принят закон, устанавливавший монополию монетного двора США на чеканку монет, токены стали формально незаконными лишь после того, как Конгресс Соединённых Штатов принял закон 22 апреля 1864, запрещающий выпуск каких-либо одно- или двухцентовых монет, токенов или других средств оплаты. 8 июня 1864 дополнительно был принят закон, который запретил любую чеканку монет в частном порядке.
Токены Гражданской войны делятся на три типа: магазинные жетоны (подобные по функциям современным накопительным карточкам покупателя), патриотические жетоны и маркитантские жетоны. Все три вида использовались в качестве денег и отличались лишь по внешнему виду (дизайну). Коллекционная ценность токенов зависит главным образом от их редкости.

## История
В 1862 г., через год после начала Гражданской войны, монеты государственного образца стали исчезать из обращения. Американцы копили сначала монеты из золота и серебра, и в конце концов стали копить даже медные и никелевые центы, не доверяя бумажным деньгам. Отсутствие разменной монеты затрудняло ведение бизнеса. Предприниматели обратились к частным чеканщикам, чтобы восполнить недостаток монет. Первые частные токены отчеканил осенью 1862, Х. А. Раттерман в Цинциннати, штат Огайо. Весной 1863 г. последовали выпуски токенов в Нью-Йорке: сначала это были токены бармена Густава Линденмюллера, затем патриотические токены Уильяма Х. Бридженса (Никербокер-токены). Предполагается, что к 1864 году было выпущено всего 25 млн токенов (почти все обменивались на монеты номиналом в 1 цент), которые состояли из примерно 7000-8000 разновидностей.
Токены Линденмюллера являются одними из наиболее распространённых и известных. Линденмюллер выпустил около миллиона токенов в 1863 году. Нередко они использовались для оплаты проезда на конном трамвае. Железнодорожная компания Нью-Йорка, которая приняла в оплату большое количество токенов Линденмюллера, потребовала от последнего возместить их реальной валютой. Линденмюллер отказался, а трамвайная компания не могла сослаться на закон, который бы обеспечил ей правовую защиту. Подобные инциденты в конечном итоге вынудили правительство вмешаться.
22 апреля 1864 г. конгресс принял закон о чеканке 1864 года. Хотя закон больше всего запомнился введением фразы «Мы верим в Бога» на учреждённой тогда (ныне не существующей) монете в два цента, он также положил конец использованию токенов Гражданской войны. В дополнение к чеканке монеты в 2 цента, закон изменил массу монеты в 1 цент (до тех пор — 4,67 грамм) на более лёгкую (3,11 грамма из сплава, содержавшего 95 % меди). Новые монеты в 1 цент были ближе по массе к токенам Гражданской войны и потому быстро были признаны публикой.
Хотя закон и сделал чеканку токенов Гражданской войны нецелесообразной, окончательно вопрос об их законности был решён 8 июня 1864 года, когда конгресс принял закон (книга 18 раздел 486 Кодекса США), который установил ответственность за чеканку и использование негосударственных монет в виде штрафа в размере до 2000 $, тюремного срока до пяти лет или обеих мер наказания в совокупности (глава 25 раздела 18 касается именно контрафакта и подделки). Это не означает незаконности владения токенами Гражданской войны. Есть свидетельства, что токены рассматривались как предметы коллекционирования ещё в 1863 году, когда были опубликованы первые известные списки токенов Гражданской войны.

## Типы

### Патриотические жетоны
На патриотических токенах, как правило, был представлен патриотический лозунг или изображение на одной или обеих сторонах. Поскольку большинство этих токенов были отчеканены в федералистских штатах, лозунги и изображения были направлены в поддержку Севера: «Союз должен быть сохранён», «Союз навеки», «Старая Слава» и т. п. Среди изображений фигурировали, в частности, флаг США, пушки XIX века и броненосец «Монитор».
Одними из самых известных патриотических токенов являются так называемые «токены Дикса». Они названы по имени Джона Адамса Дикса, который занимал пост министра финансов США в 1861 году. В письме морскому лейтенанту Колдуэллу Дикс приказывает снять с должности другого капитана за отказ перевести корабль из Нового Орлеана в Нью-Йорк. Письмо заканчивается следующей фразой: «Если кто-либо попытается спустить американский флаг, застрелить его на месте». Цитата попала на ряд патриотических жетонов, пусть и с немного изменённой формулировкой (вместо слова «спустить», теряющего смысл без контекста, нередко фигурирует слово «сорвать»).

### Магазинные токены

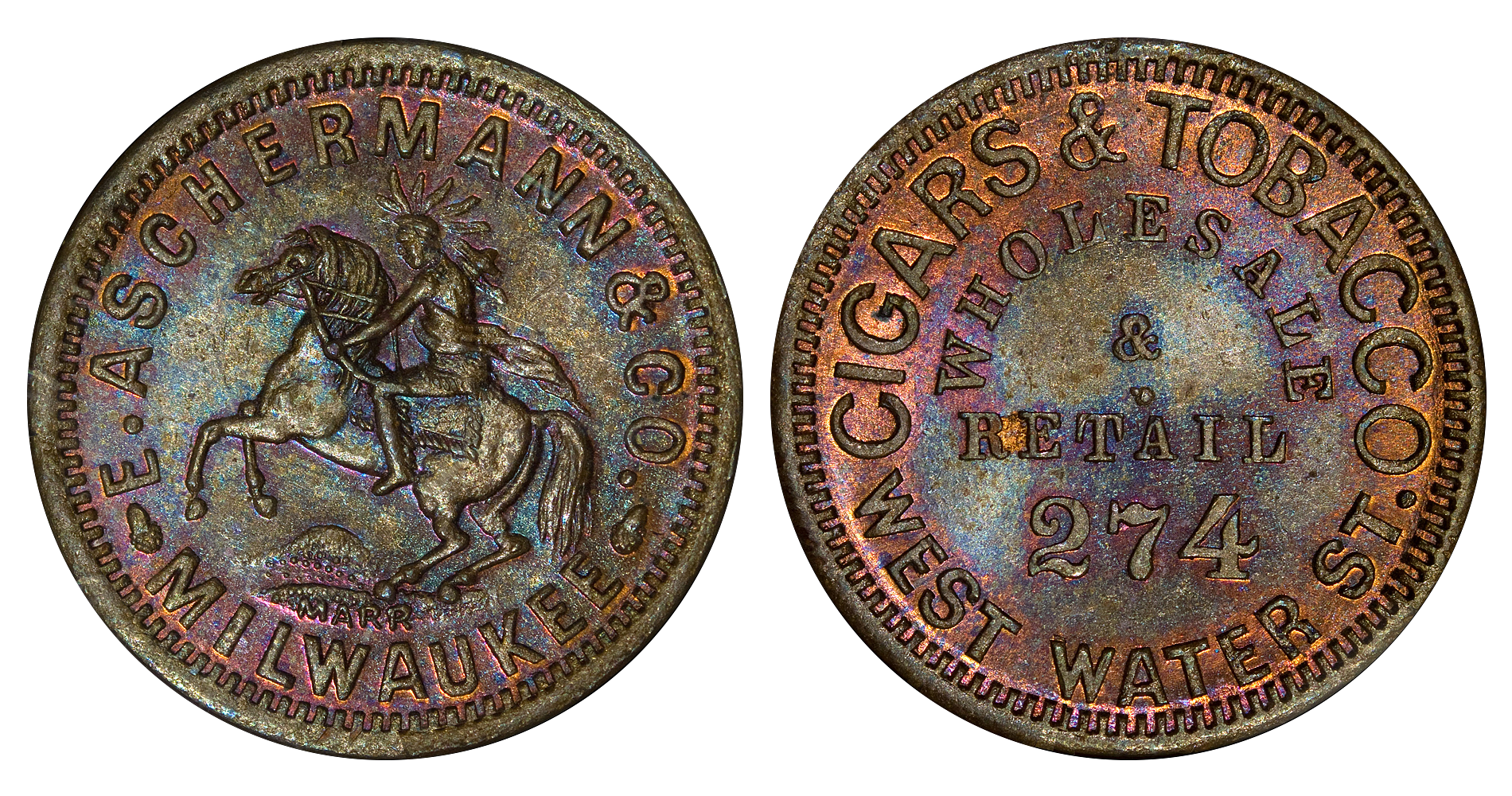
Пример магазинного токена времён Гражданской войны

Магазинные токены отличаются от патриотических прежде всего легендой: на них указывается имя, бренд и/или местонахождение частного предприятия. Предприятия выпускали такие токены как рекламу своего бизнеса. Иногда информация о предприятии помещалась только на одной из сторон.

### Маркитантские жетоны
Маркитантские токены были похожи по функциям на магазинные. В связи с особенностью маркитантского бизнеса (снабжение военных частей), на них указывались название конкретной воинской части (как правило, полка) и имя маркитанта, который снабжал этот полк. Из трёх типов токенов Гражданской войны маркитантские являются самыми редкими.

## Коллекционная ценность
Есть несколько факторов, которые определяют коллекционную ценность жетонов Гражданской войны. Основным фактором является редкость, которая измеряется по шкале от 1 до 10 (1 — самый распространённый тип). Шкалу разработал нумизматический дилер и писатель Джордж Фулд.
Материал, используемый для чеканки, тоже имеет значение для коллекционной стоимости. Чаще всего использовались медь или бронза. Другими материалами, используемыми для чеканки, были никель, олово, нейзильбер, белый металл и серебро. Известны также примеры токенов, отчеканенных с использованием резины.

### Шкала редкости Фулда
- Р-1: известно более 5000 экземпляров
- Р-2: от 2000 до 5000
- Р-3: от 500 до 2000
- Р-4: от 200 до 500
- Р-5: от 76 до 200
- Р-6: от 21 до 75
- Р-7: от 11 до 20
- Р-8: от 5 до 10
- Р-9: от 2 до 4
- Р-10: уникальный (один известный экземпляр)